# Brachynomada chica
Brachynomada chica är en biart som först beskrevs av Roy R. Snelling och Rozen 1987.  Brachynomada chica ingår i släktet Brachynomada och familjen långtungebin. Inga underarter finns listade.